# Israelische Eishockeyliga 1998/99
Die Saison 1998/99 war die sechste Spielzeit der israelischen Eishockeyliga, der höchsten israelischen Eishockeyspielklasse. Meister wurde zum ersten Mal in der Vereinsgeschichte überhaupt der HC Metulla.
Topscorer wurde Dima Putilov mit 24 Punkten, darunter 15 Toren, vom HC Maccabi Amos Lod. Der linke Flügelstürmer Eduard Revniaga vom Meister HC Metulla wurde zum wertvollsten Spieler gewählt.

## Modus
In der Hauptrunde absolvierte jede der vier Mannschaften insgesamt sechs Spiele. Alle vier Mannschaften qualifizierten sich für die Playoffs, in denen der Meister ausgespielt wurde. Für einen Sieg erhielt jede Mannschaft zwei Punkte, bei einem Unentschieden gab es ein Punkt und bei einer Niederlage null Punkte.

## Hauptrunde
|    | Klub                | Sp | Tore  | Punkte |
| -- | ------------------- | -- | ----- | ------ |
| 1. | HC Maccabi Amos Lod | 6  | 39:16 | 11     |
| 2. | HC Metulla          | 6  | 33:12 | 9      |
| 3. | HC Haifa            | 6  | 12:26 | 2      |
| 4. | HC Bat Yam          | 6  | 17:47 | 2      |

Sp = Spiele, S = Siege, U = Unentschieden, N = Niederlagen

## Playoffs

### Halbfinale
- HC Maccabi Amos Lod – HC Bat Yam 3:1
- HC Metulla – HC Haifa 6:2

### Finale
- HC Maccabi Amos Lod – HC Metulla 3:4/5:6 n. P.